# Allencyrtus monomorphus
Allencyrtus monomorphus är en stekelart som beskrevs av Annecke och Mynhardt 1973. Allencyrtus monomorphus ingår i släktet Allencyrtus och familjen sköldlussteklar. Inga underarter finns listade i Catalogue of Life.